# Acer fargesii
Acer fargesii é uma espécie de árvore do gênero Acer, pertencente à família Aceraceae.